# Esquirol volador de Thomas
L'esquirol volador de Thomas (Aeromys thomasi) és una espècie de rosegador de la família dels esciúrids. És endèmic de l'illa de Borneo (Brunei, Indonèsia i Malàisia). Es tracta d'un animal nocturn i arborícola que s'alimenta principalment de fruita. El seu hàbitat natural són els boscos, tant de plana com de mig montà. Està amenaçat per la destrucció del seu entorn per l'acció humana.
Aquest tàxon fou anomenat en honor de l'eminent mastòleg britànic Oldfield Thomas.